# Porsgölen (Svinhults socken, Östergötland)
Porsgölen är en sjö i Ydre kommun i Östergötland och ingår i Motala ströms huvudavrinningsområde. Vid provfiske har abborre och mört fångats i sjön.